# Episodi de Gli invasori (prima stagione)
La prima stagione della serie televisiva Gli invasori, composta da 17 episodi, è stata trasmessa dal 10 gennaio al 9 maggio 1967 dalla ABC.
| nº | Titolo originale   | Titolo italiano        | Prima TV USA     | Prima TV Italia |
| -- | ------------------ | ---------------------- | ---------------- | --------------- |
| 1  | Beachhead          | Campo base             | 10 gennaio 1967  |                 |
| 2  | The Experiment     | L'esperimento          | 17 gennaio 1967  |                 |
| 3  | The Mutation       | La metamorfosi         | 24 gennaio 1967  |                 |
| 4  | The Leeches        | Le sanguisughe         | 31 gennaio 1967  |                 |
| 5  | Genesis            | Le origini             | 7 febbraio 1967  |                 |
| 6  | Vikor              | L'affare Vikor         | 14 febbraio 1967 |                 |
| 7  | Nightmare          | Incubo                 | 21 febbraio 1967 |                 |
| 8  | Doomsday Minus One | Il giudizio universale | 28 febbraio 1967 |                 |
| 9  | Quantity: Unknown  | Quantità sconosciuta   | 7 marzo 1967     |                 |
| 10 | The Innocent       | L'innocente            | 14 marzo 1967    |                 |
| 11 | The Ivy Curtain    | La cortina d'edera     | 21 marzo 1967    |                 |
| 12 | The Betrayed       | Traditi                | 28 marzo 1967    |                 |
| 13 | Storm              | Uragano                | 4 aprile 1967    |                 |
| 14 | Panic              | Panico                 | 11 aprile 1967   |                 |
| 15 | Moonshot           | Lancio sulla luna      | 18 aprile 1967   |                 |
| 16 | Wall of Crystal    | La parete di cristallo | 2 maggio 1967    |                 |
| 17 | The Condemned      | I condannati           | 9 maggio 1967    |                 |